# Albert II. Bogenski
Albert II. (znan tudi kot Adalbert II. ) († 13. januar 1146 ) je bil grof Bogenski in Windberški, grof v Donavskem okraju, advokat Regensburga, Prüfeninga in Windberga.
Bil je sin in dedič grofa Alberta I. Bogenskega-Windberškega († 27. julij 1100) in njegove žene Liutgard Diessenske, hčerke Friderika II. advokata katedrale  Regensburške.
Leta 1125 je podprl Lotarja III. Supplinburškega v nemški vojni za prestol kot cesarski vojskovodja proti Češki, Frizijcem in Madžarski. Podpiral je gvelfe v vojni proti Hohenstaufnom. Okrog leta 1140 je z drugo ženo Hedviko ustanovil samostan Windberg in se odpravil v bitko pri Valleyju. 

## Priženjene posesti na Štajerskem in Kranjskem
Druga žena Hedvika Vovbrška mu je kot svojo dediščino prinesla posesti v Savinjski marki in mejni grofiji Kranjski. V Savinjski marki je bilo to gospostvo Dobrna, gospostvo Krško in Raka, na Kranjskem pa Vernek, stari grad Bogenšperk pri Litiji ter dvora Dob in Lesce. Te posesti so ostale v rodbini Bogenskih nekaj generacij.

## Družina in potomci
Albert II. Bogenski je bil dvakrat poročen. Ime njegove prve žene ni znano. Drugič pa se je poročil okoli leta 1123 s Hedviko (Hadwig) Vovbrško (* okoli 1090 † 1. december 1162) iz rodbine grofov Vovbrških, vdovo Hermana I. Winzenburškega, grofa Windberškega-Ratelberškega-Winzenburškega (Formbach), hčerko  grofa Popa I. Vovbrškega, mejnega grofa Savinjske marke.
Otroci iz prvega zakona:
- Engelbert (* okoli 1100)

Otroci iz njegovega drugega zakona s Hedviko Vovbrško:
- Albert III. († 21. junij 1141)
- Bertold II., grof Bogenski (* 1125; † 21. marec 1167), 1. ⚭ Matilda Formbaška -Pitenska († 7. november 1160). 2. ⚭ Liutgard Burghausenska (* 1145; † 24. december 1195).
- Hartvik, grof Naternberški († 23. avgust 1156)
- Heilwig, opatinja v Geisenfeldu († 14. april 1170)